# Giacomo de Pellegrino
Giacomo de Pellegrino ou Giacomo de Peregrino est un homme d'état, soldat, corsaire et pirate originaire de Messine qui a dirigé de fait l'archipel maltais dans la deuxième moitié du XIVe siècle.

## Biographie
Il est issu d'une famille noble de Messine. A une date inconnue, il épouse Margarita d'Aragon (morte en 1418), qui était soit la fille de Guillermo d'Aragon, fils illégitime du roi Frédéric III de Sicile soit plus vraisemblablement la fille illégitime de Guillaume II d'Athènes, fils de Frédéric II de Sicile. La réalité de sa filiation royale est attestée par le roi Frédéric III de Sicile lui-même qui la nomme « consanguineam fidelem nostram », c'est-à-dire « notre parente fidèle ». Ils ont eu au moins 3 filles : Francia, Cesarea et Eleonora.

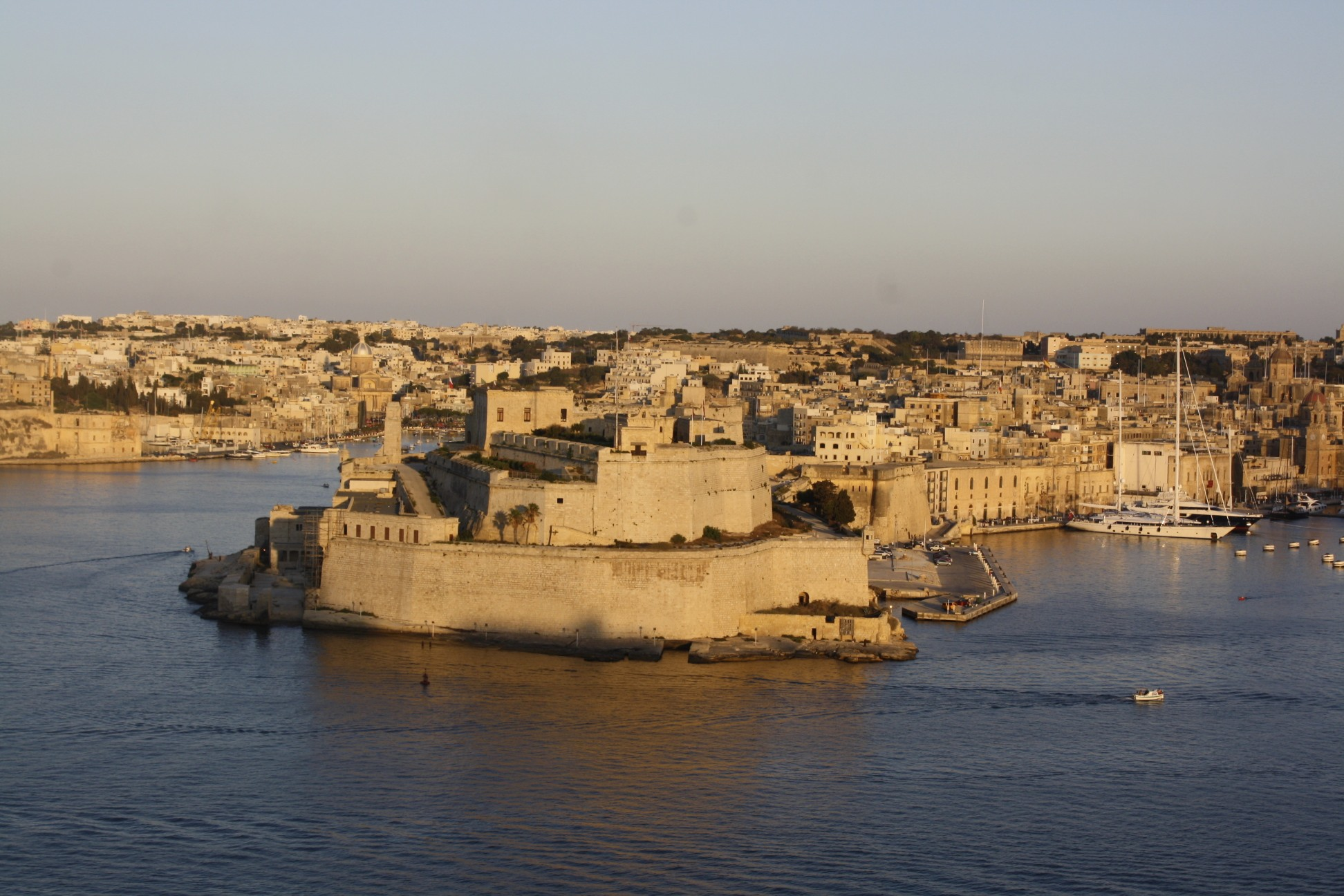
Fort Saint-Ange (ex Castrum Maris) à Birgu

Depuis 1356 au moins (lettre du roi Frédéric III de Sicile du 16 septembre 1356), il est capitaine royal à Malte et dirige à ce titre la garnison du Castrum Maris. En 1357, dans une autre lettre, il est décrit comme « capitaine, chatelain, justicier et procureur de Malte».
En 1360, un ordre royal lui demande de prêter main-forte à Ilario Corrado, l'évêque de Malte pour corriger certains prêtres récalcitrants. Il doit donner satisfaction à cette époque puisqu'en 1361, le roi lui attribue un terrain appelé « le jardin du roi ».
Le 26 octobre 1361, il lance une attaque sur des navires génois près des côtes africaines.
Au cours des années 1360, son pouvoir local s'accroit jusqu'à obtenir une quasi-indépendance de fait, et ce malgré la succession des comtes de Malte, nommés par la couronne de Sicile. Il reçoit le roi Frédéric III de Sicile lors de sa visite d'état en 1365. Il est alors au faîte de son pouvoir politique et semble également diriger l'activité économique de l'île, en particulier les exportations de coton dont il détient un important entrepôt. Il est possible que l'origine prestigieuse de son épouse lui ait fait ambitionner de devenir comte en titre de l’archipel.
Mais son pouvoir s’effondre en quelques années. La succession des évènements jusqu'à sa disgrâce n'est pas établie avec certitude. Par son titre de capitaine maritime, il semble avoir reçu mandat royal pour des attaques sur les ennemis du royaume de Sicile, c'est-à-dire les pouvoirs de Gênes ou Naples. Mais une trêve est conclue en 1368, il est possible que Pellegrino ait alors poursuivi à son propre compte des actes de piraterie, d'autant qu'il avait contracté une importante dette envers la république de Gênes. Quoi qu'il en soit, Malte est envahie en 1371 par une flotte génoise dirigée par Tommaso Morchio. 
En 1372, il est destitué par le roi de Sicile de tous ses titres et possessions. L'invasion de Malte par les génois est probablement à l'origine de sa disgrâce, mais elle sera de courte durée, peut-être celle de la fragile trêve entre Naples et la Sicile. Dès 1372 en effet, il lui est accordé une rente annuelle de 50 onces et l'année suivante, après les demandes de son épouses, il lui est autorisé à revenir à Messine (à condition toutefois qu'il règle ses dettes au doge de Gênes).
La date exacte de sa mort n'est pas connue, il était encore vivant en 1375 mais décédé lors du testament de son épouse Margarita en 1418.

## Sources
- (en) Charles Dalli, Malta, The Medieval Millennium, Malte, Midsea Books ltd, coll. « Malta's Living Heritage », 2006 (ISBN 99932-7-103-9)
- (en) John Cilia La Corte, « Margarita d’Aragona » (consulté le 16 février 2015)